# Kościół Wniebowzięcia Najświętszej Maryi Panny w Gaci
Kościół Wniebowzięcia Najświętszej Maryi Panny w Gaci – znajdujący się w województwie podkarpackim, w powiecie przeworskim, w gminie Gać, w miejscowości Gać.
Kościół wzniesiony w latach 1893–1894 wpisany został do rejestru zabytków nieruchomych województwa podkarpackiego.

## Historia
Pierwszy spalony przez Tatarów kościół w Gaci znajdował się powyżej starej plebanii na wzgórzu. Do II wojny światowej stał w jego miejscu drewniany słup, jaki pozostał po krzyżu. Liturgię odprawiano w ocalałej kaplicy cmentarnej na drugim parafialnym cmentarzu, a kościół konsekrowany został w 1692 roku pod wezwaniem Wszystkich Świętych. Filią parafii Kańczuga, gacki kościół był do 1875 roku, kiedy to do wsi przybył ksiądz Bronisław Markiewicz i za jego staraniem Gać w 1876 odzyskała statut parafii, a ks. Markiewicz został jej pierwszym proboszczem. Z inicjatywy księdza Marcina Sanakowskiego i wójta wsi Wojciecha Brożbara podjęto na zabraniu wiejskim uchwałę o budowie nowego, murowanego kościoła. Wieś na ten cel opodatkowała się i dała tzw. robociznę, a czwartą część kosztów dołożył jako kolator i tabularny właściciel wsi książę Lubomirski. Kościół postawiono na starym cmentarzu obok drewnianej kaplicy, ale bliżej drogi. Oddano go do użytku w 1894, konsekrował go biskup Jakub Glazer pod wezwaniem Matki Bożej Wniebowziętej  .

## Architektura
Budynek murowany, trzynawowy typu bazylikowego z trzykondygnacyjną wieżą od wschodu i prezbiterium zamkniętym pięciobocznie od zachodu. Wieża kryta dachem czterospadowym z iglicą, wbudowana jest w nawę główną .

## Wystrój i wyposażenie
W oknach znajdują się witraże wykonane przez Krakowski Zakład Witrażu S.G. Żelenski, według projektu J. Śliwińskiego. Polichromię wykonał w 1987 roku Jan Dulla, a odnowił w 1963 Niemcewicz .